# 足立学園中学校・高等学校
足立学園中学校・高等学校（あだちがくえんちゅうがっこう・こうとうがっこう）は、東京都足立区千住旭町に所在し、中高一貫教育を提供する私立男子中学校・高等学校。
高等学校において、中学校から入学した内部進学の生徒と高等学校から入学した外部進学の生徒との間で、第2学年から混合してクラスを編成する併設混合型中高一貫校。
校訓は「質実剛健　有為敢闘」。教育目標は「自ら学び　心ゆたかに　たくましく」。地元有志の熱意に応える形で創立された。
中学校は特別クラスと一般クラスがあり、高校は探究コース・文理コース・総合コースがある。

## 沿革
- 1929年（昭和4年） - 財団法人南足立学園設立認可。南足立中学校・南足立商業学校創立。
- 1932年（昭和7年） - 財団法人足立学園と改称。足立中学校・足立商業学校に校名変更。
- 1942年（昭和17年） - 足立商業学校第二本科（夜間）設置認可。
- 1947年（昭和22年） - 新制足立中学校を設置。
- 1948年（昭和23年） - 新制足立高等学校（全日制・定時制）を設置。
- 1949年（昭和24年） - 足立高等学校生徒会、PTA発足。
- 1951年（昭和26年） - 財団法人足立学園を学校法人足立学園に改組。
- 1952年（昭和27年） - 商業科併設。
- 1957年（昭和32年） - 足立中学校の募集中止。
- 1959年（昭和34年） - 新校舎完成。
- 1961年（昭和36年） - 足立高等学校定時制休校。
- 1966年（昭和41年） - 体育館完成。
- 1979年（昭和54年） - 熟度別学級編成を導入。創立50周年を迎え、近代的設備の50周年記念校舎（理科棟など）を完成。
- 1987年（昭和62年） - 足立高等学校に文理科を設置。
- 1988年（昭和63年） - 普通科に特別進学コースを設置。
- 1990年（平成2年） - 商業科の生徒募集中止。
- 1991年（平成3年） - 中学校の募集再開。
- 1993年（平成5年） - 足立学園中学校・足立学園高等学校に校名変更。
- 1998年（平成10年） - イギリスのパブリックスクール、クライスト・カレッジで語学研修の提携。（現在はラグビースクールでの海外語学研修を実施）
- 1999年（平成11年） - 創立70周年記念式典挙行。足立学園70年史編纂。
- 2002年（平成14年） - 3学期制から2学期制へ変更。
- 2005年（平成17年） - 校舎新築のため、仮校舎（旧足立区立第十六中学校）に移転。
- 2007年（平成19年） - 新校舎完成。新校舎落成披露。
- 2009年（平成21年） - 創立80周年を迎える。
- 2016年（平成28年） - Microsoft Associate Showcase Schoolに認定。
- 2018年（平成30年） ‐ 再び3学期制へ移行する。
- 2018年（平成30年）‐ オーストラリアクイーンズランド州政府と提携。Mabel Park State High Schoolでのスタディーツアー開始
- 2019年（平成31年） - 創立90周年を迎える。
- 2019年（平成31年） - オックスフォード大学（ハートフォード・カレッジ）と提携。
- 2020年（令和2年） - Microsoft Showcase Schoolに認定。（世界約200校中、日本の中高では唯一の認定校）

## 学科
- 普通科 探究コース、文理コース、総合コースの三つを設置。それぞれ国立大・難関海外大、難関私大、私大を目標とする。

## 新校舎の概要
竹中工務店によって2005年に着工され、2007年の8月31日に完成した。校舎は中庭を囲むように、高校棟（地上6階）、中学棟（地上4階）、食堂棟（地上3階）、体育館棟（地上6階）がロの字型に建つ。高校棟に高校１年生が6F、高校２年生が5F、高校３年生、中学棟に中学３年生が4F、中学２年生が3F、中学1年生が2Fにそれぞれ教室がある。門は正門（西門）・南門・北門があり、生徒は基本的に正門と自転車通学者用の南門を使用している。北門は通常閉鎖されており、授業などで校外に出る場合に限って開門する。中庭はソフトテニス部、中学硬式テニス部を中心とした部活動や、体育の授業等で利用されている。体育館棟の屋上では中学硬式テニス部が主に使うテニスコートとゴルフ部専用の打席が３つある。

## 教育方針
「質実剛健　有為敢闘」を校訓、「自ら学び 心ゆたかに たくましく」を教育目標に、志を持ち、将来を自ら切り拓き、世のため人のために活躍できる紳士を育成。

## 部活動
柔道の強豪校として知られ、インターハイでは団体最高ベスト16、個人戦では優勝者を輩出し国際大会においても実績を残している。
アメリカンフットボール部は高校全国大会決勝のクリスマスボウルへの出場はないものの、関東大会で複数度準優勝の実績を持つ。中学では東西中学決定戦であるマリンボウルへの出場経験がある。
このほか、卓球部、バスケットボール部、剣道部などがインターハイへの出場経験を持つ。

### 中学校
| - 剣道部 - ゴルフ同好会 - サッカー部 - 柔道部 - 卓球部 - 野球部 | - 陸上競技同好会 - 硬式テニス部 - 水泳同好会 - 中学アメリカンフットボール部 - バスケットボール部 - 空手道同好会 - ゴルフ同好会 | - パソコン部 - 将棋部 - 理化部 - SF研究部 - 写真部 - 放送部 - 文芸部 | - 書道部 - 文芸部 - 放送部 - 吹奏楽部 - 鉄道研究部 - チェス同好会 - 民俗研究 - クイズ研究同好会 |

### 高等学校
| - 柔道部 - 剣道部 - ゴルフ部 - サッカー部 - 山岳部 | - 空手道部 - 野球部 - 卓球部 - 陸上競技部 - 硬式テニス部 | - ハンドボール部 - バレーボール部 - ソフトテニス部 - アメリカンフットボール部 - バスケットボール部 | - 応援指導部 - ソフトボール部 - ダンス部 - パソコン部 - SF研究部 | - 写真部 - 将棋部 - 理化部 - 文芸部 | - 書道部 - 吹奏楽部 - 軽音楽部 - 鉄道研究部 |

### 同好会
| - スキー同好会 - 水泳同好会 - チェス同好会 - クイズ研究同好会 - 民俗研究同好会 |

## 行事

### 1学期
- 4月
  - 始業式
  - 入学式
  - 対面式
  - オリエンテーション合宿（中1・高1）
  - 志探究：松下政経塾（高1）
- 5月
  - 強歩大会（中学生のみ  競ではなく強である)（コースは荒川沿いを葛西臨海公園までの往復約33km）
  - 夏期制服移行期間
  - 1学期中間考査
- 6月
  - 球技大会（中学全学年）
  - 授業参観・保護者会
- 7月
  - 1学期期末考査
  - 芸術鑑賞会
  - Tokyo Global Gateway（中学）
  - 1学期終業式
  - 三者面談
  - 夏期講習（中学全学年、7月の全校集会終了後から7月末まで）
  - 夏期進学講習（高校全学年、7月の全校集会終了後から7月末まで）
  - 海外語学研修（イギリス16日間、希望制）
- 8月
  - スタディーツアー（オーストラリア14日間、希望制）
  - 林間学校（志賀高原2泊3日、中学1年）
  - 勉強合宿（5泊6日、希望制）

### 2学期
- 9月
  - 2学期始業式
  - オックスフォード特別留学（16日間、希望制、16歳以上）
  - 学園祭

- 10月
  - 授業参観・保護者会
  - 2学期中間考査
- 11月
  - 修学旅行（京都・奈良3泊4日、中学3年）
  - 校外学習（中学1年：横浜、中学2年：鎌倉）
  - 競技大会（高校全学年）
- 12月
  - 2学期期末考査
  - カルタ大会（中学2、3年）
  - 2学期終業式

### 3学期
- 1月
  - 3学期始業式
  - 海外ターム留学（オーストラリア3ヵ月、高1、希望者）
- 2月
  - マラソン大会（中学全学年）
  - 弁論大会（高校1、2年）
  - 校内実力テスト(中学1、2年)
  - 高校進学テスト(中学3年)
  - 3学期期末考査
- 3月
  - 高校卒業式
  - 修学旅行（北海道・沖縄・海外は東アジア、東南アジアの国から生徒の投票により選択、高校2年）
  - スキー実習（3泊4日、中学2年）
  - 中学卒業式
  - 修了式

## 著名な卒業生
野球
- 石井晶
- 上条皇裕
- 吉本祥二

政治家
- 木津雅晟 - 三郷市長

芸能界
- 夏木ゆたか[要出典]
- 藤原倫己[要出典]
- 関口大輔 - お笑い芸人

プロレス
- 望月成晃
- 保永昇男[要出典]
- 林悠河

柔道
- 鏑木文隆
- 小室宏二
- 須藤英雄
- 山本浩史
- 川上智弘
- 松木武志
- 藤澤征憲
- 藤阪泰恒
- 樋口裕大
- 武岡毅
- 小野日向

その他
- 谷津幸宏- 競艇
- 高橋和樹- ボッチャ
- 鳥居拓史 - フィギュアスケート

## 交通
- 北千住駅（徒歩1分）
- 京成関屋駅・牛田駅（徒歩7分）